# Джейн Вайлд
Джейн Францеска Аґнес Ілджі, в шлюбі Леді Вайлд — ірландська поетеса під псевдонімом Сперанза, письменниця, перекладачка, активістка ірландського націоналістичного та феміністичного рухів. Цікавилася ірландським фольклором, який допомагала збирати та записувати. Мати Оскара Вайлда та Віллі Вайлда.

## Біографія
Остання з чотирьох дітей Чарльза Ілджі (1783—1824), сина архидиякона Джона Ілджі та його дружини Сари (до шлюбу Кінґсбері, н.1851). Батько помер, коли їй виповнилося три, тому значною мірою вона сама здобувала освіту. До 18 років вивчила і вже володіла десятьма мовами. Її прапрадід був італійцем, який переїхав до Векфорда у 18 столітті.
12 листопада 1851 року одружилася з Сером Вільямом Вайлдом, отоларингологом та офтальмологом (також дослідником фольклору). Народила трьох дітей: Віллі Вайлд (1852—1899), Оскар Вайлд (1854—1900) та Ізола Вайлд (1857—1867). Старший син Віллі став журналістом і поетом, молодший Оскар письменником, Ізола померла від гарячки у дитинстві. Джейн була бабусею Сиріла Голланда, Вівіяна Голланда та Дороті Вайлд.
Після смерті чоловіка у 1876 році сім'я виявила, що знаходиться на межі банкрутства. 1879 леді Вайлд переїхала до Лондона, де на той момент жили її сини Віллі та Оскар, і почала здобувати ім'я в літературних колах. Жила зі старшим сином у бідності, доповнюючи свій скромний дохід колонками для модних журналів та видаючи книги на тему ірландського фольклору, опираючись на дослідження свого чоловіка. Видала кілька книг, серед яких «Давні легенди, містичні заклинання та забобони Ірландії» (1887). Дослідники вважають, що її поезія повпливала на твори Оскара Вайлда. Наприклад, Баладу Редінзької в'язниці часто порівнюють з її поемою «Брати» (твір написано на основі історії про судовий процес і страту під час Ірландського повстання 1798 року).
У січні 1896 року Леді Вайлд захворіла на бронхіт і, будучи при смерті, попросила дозволу побачитися з Оскаром, який на той момент перебував у в'язниці, але її запит було відхилено. Джейн Вайлд померла 3 лютого 1896 року, похована на кладовищі Кенсал Ґрін у Лондоні. Похорони оплатив Оскар, оскільки старший син Віллі переживав безгрошовий період. Її поховано анонімно на загальній території цвинтаря без надгробка. 
1966 року на могилі Сера Вільяма Вайлда у Дубліні встановлено меморіальну дошку з написом «Сперанса (ітл. надія) нації, письменниця, перекладачка, поетеса та націоналістка, авторка книг про ірландський фольклор, рання захисниця соціальної рівності для жінок, засновниця провідного літературного салону». 1999 року Товариство Оскара Вайлда поставило їй пам'ятник у формі Кельтського хреста на території кладовища Кенсал Ґрін у Лондоні.

## Активізм
Леді Вайлд була племінницею Чарльза Метьюріна та впродовж 1840-х писала для руху Молода Ірландія, зокрема видавала вірші на сторінках ірландської газети «Нейшн» під псевдонімом Сперанза. Одною з найголовніших тем її творів — підтримка незалежності Ірландії, а також антибританська тематика; її часто називали «Сперанзою нації». Чарльз Гаван Даффі був видавцем, коли «Сперанза» писала коментарі з закликом збройного повстання в Ірландії. Влада заборонила газету у Дублінському замоку та притягнула Чарльза Даффі до суду, але він відмовився видавати ім'я автора злочинної статті. Стверджується, що Леді Вайлд навіть сама з'являлася у суді з метою взяти на себе відповідальність за авторство статті. Зрештою, суд відкинув її зізнання і назавжди заборонив видавництво газети.
Джейн Вайлд виступала за права жінок, зокрема за кращу освіту для жінок. Одного разу вона навіть запросила англійську суфражистку Міллісент Фосетт до себе додому, щоб поговорити про жіночі свободи. Джейн Вайлд також схвалювання прийняття Акту про власність одружених жінок 1883 року.

## Скандали
1864 року подружжя Вайлдів перебувало у центрі скандалу, коли молода жінка Мері Траверс, дочка одного з приятелів Сера Вільяма і його давня пацієнтка, заявила, що 1862 року Сер Вільям скористався хлороформом і зґвалтував її. Леді Вайлд написала листа до батька Траверс, оскаржуючи звинувачення, а Мері своєю чергою подала на неї до суду за наклеп. Мері Траверс виграла справу, хоча їй присудили лише один фартинґ за збитки й відшкодування судових витрат, що складали £2,000.